# TYNe

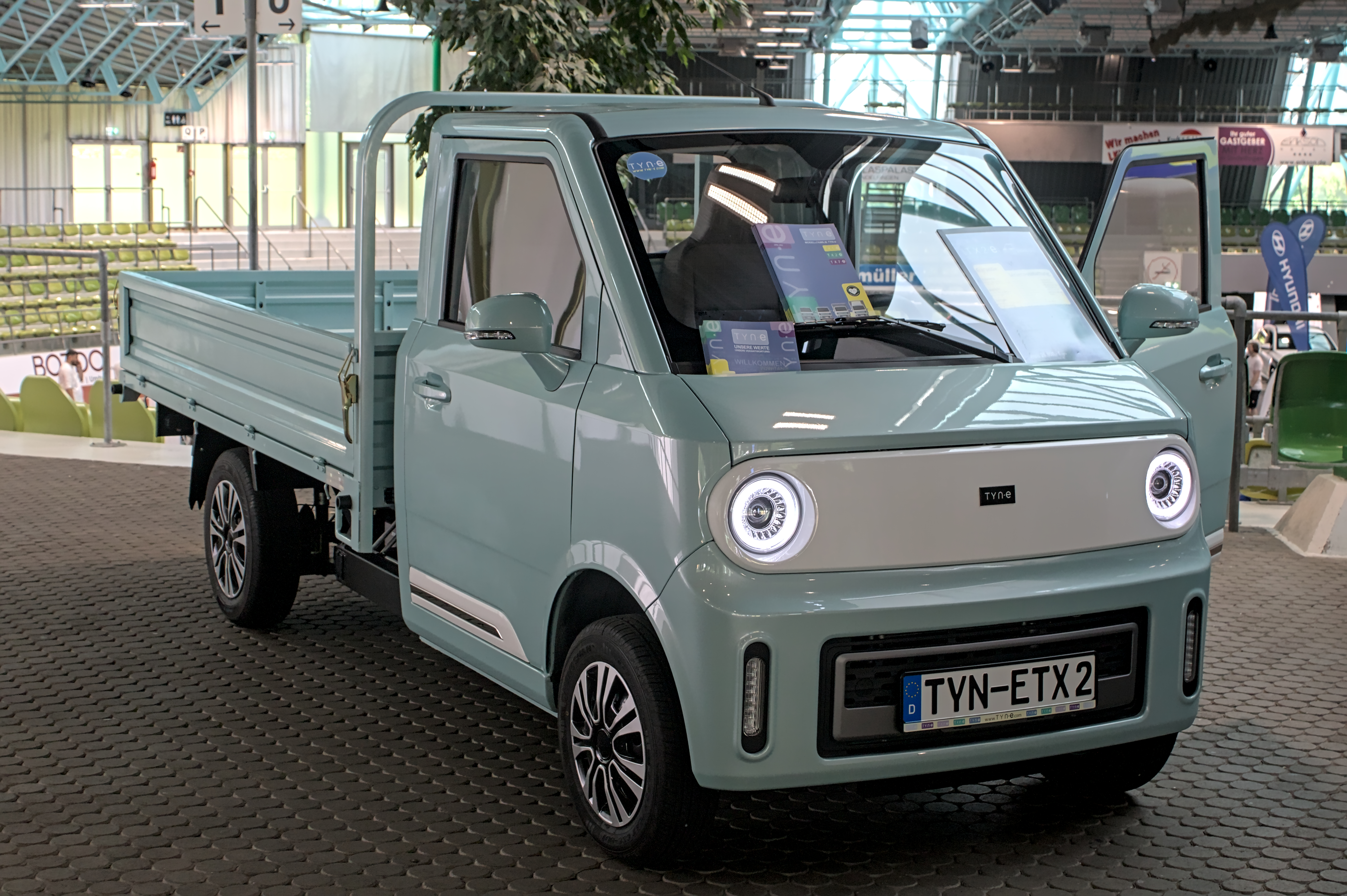
TYNe TX2-e

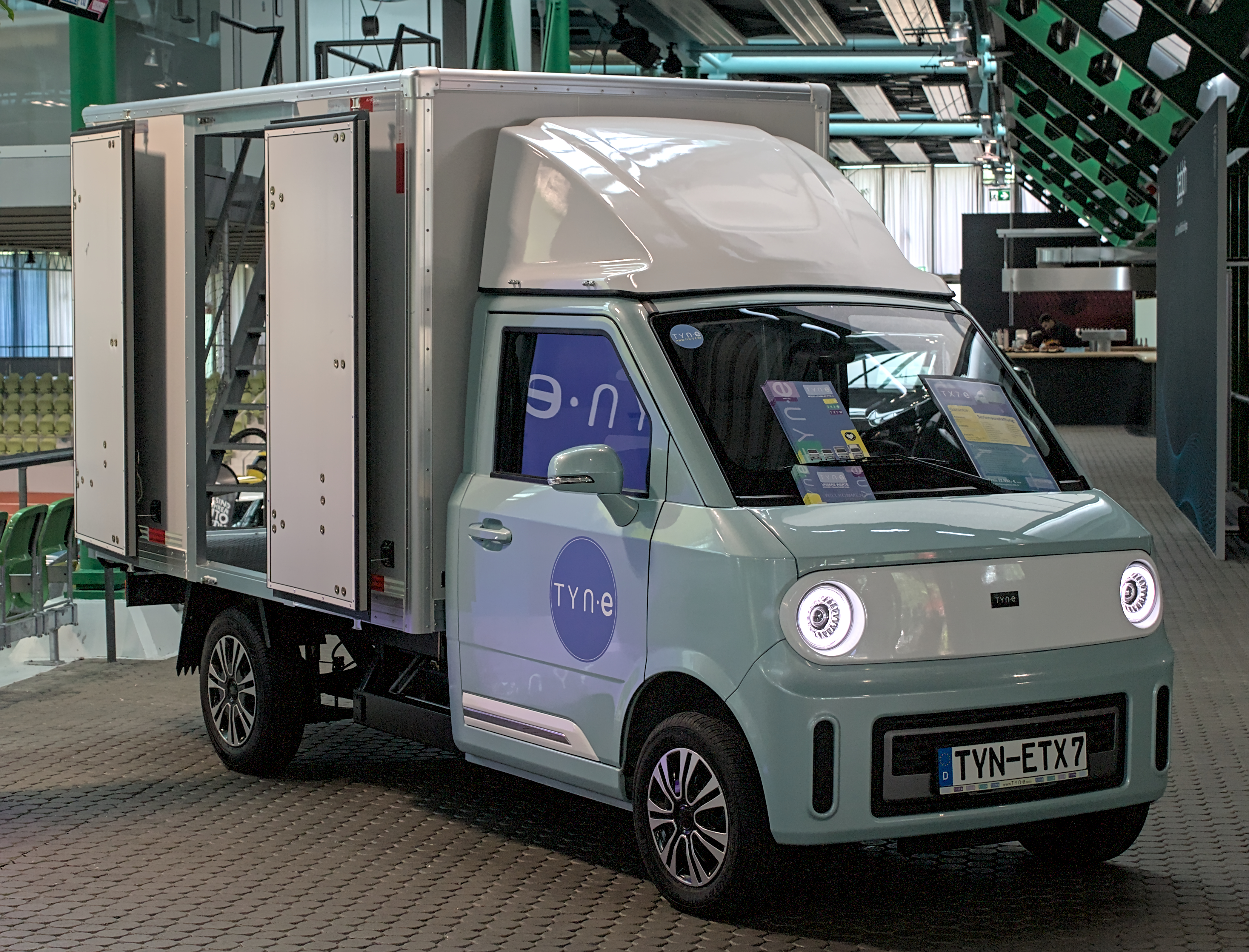
TYNe TX7-e

TYNe ist ein Hersteller von elektrisch angetriebenen Nutzfahrzeugen aus Waiblingen im Rems-Murr-Kreis in Baden-Württemberg.
Derzeit bietet TYNe drei kompakte vollelektrische Nutzfahrzeuge an: TX1-e, TX2-e und TX7-e. Als Transporter sind diese Elektroautos verhältnismäßig klein. Sie wurden vom Unternehmen Albert Weber GmbH aus Markdorf im Bodenseekreis in Zusammenarbeit mit der ShareX Mobility AG aus Waiblingen entwickelt. Gebaut werden die Fahrzeuge in China bei Shandong Horche, dem drittgrößten Produzenten kleiner Transporter in China. Die Arbeiten an den Fahrzeugen begannen 2019. Im August 2022 wurde ein Prototyp des TX1-e vorgestellt, im Oktober 2023 ein Prototyp des TX2-e. Verkauft werden sie ab einem Preis von rund 20.000 Euro.
Die Höchstgeschwindigkeit der Fahrzeuge beträgt 80 km/h und die Reichweite rund 100 Kilometer. Zielgruppe seien Handwerker, Betriebe im Garten- und Landschaftsbau sowie andere Dienstleister mit einem Fahrbedarf von 50 bis 80 Kilometern am Tag. Der Anbieter sieht sich als Konkurrent zu Streetscooter. Der TX1-e wird bereits ausgeliefert. TX2-e und TX7-e sollen im dritten Quartal 2024 folgen. Die Fahrzeuge werden in 19 Ländern verkauft.

## Kleinlieferwagen TX1-e
Der TX1-e ist 3,49 Meter lang, 1,69 Meter hoch und 1,47 Meter breit. Das Ladeabteil hat ein Volumen von 2600 Litern. Das Leergewicht beträgt 900 kg und erlaubt eine Zuladung von 650 kg. Die Karosserie wurde vom Chengsi 01 übernommen, die 70-V-Akkutechnik durch ein 300-V-System ersetzt. Aufladen lässt sich der Wagen an einer Haushaltssteckdose sowie mit Gleichstrom bei 11-kW-Ladeleistung.
Vorn hat der TX1-e eine MacPherson-Aufhängung, hinten eine Starrachse mit Blattfedern; des Weiteren eine Zahnstangenlenkung. Die Bremsanlage arbeitet hydraulisch, wobei vorn eine Scheiben-, hinten eine Trommelbremse eingebaut ist.